# Nikumaroro
Nikumaroro  è un piccolo atollo disabitato dell'Oceano Pacifico situato nell'arcipelago delle Isole della Fenice ed appartenente alla Repubblica di Kiribati.
Possiede una superficie di 4,1 km².

## Storia

### La scoperta
L'isola Nikumaroro era conosciuta con diversi nomi all'inizio del XIX secolo: Kemins' Island, Kemis Island, Motu Oonga, Motu Oona e Mary Letitia's Island.
La prima annotazione ufficiale di un avvistamento dell'isola da parte di un europeo fu fatta dal Capitano C. Kemiss della nave inglese Eliza Ann nel 1824.
L'Isola venne scoperta nel 1825 per opera del capitano J.Coffin della nave Ganges di Nantucket e fu denominata isola Gardner dal nome del proprietario del natante. Nel 1840 la nave statunitense USS Vincennes, che faceva parte al programma statunitense di esplorazione del Pacifico, confermò la presenza dell'isola che venne ufficialmente registrata come isola Gardner.
Il nome Nikumaroro, derivante dalle leggende gilbertesi, venne adottato durante gli anni '70 quando le isole Kiribati riuscirono a raggiungere l'indipendenza.

### I tentativi di insediamento inglesi
Nel maggio del 1892 l'isola fu reclamata dal Regno Unito. Le autorità inglesi rilasciarono una licenza all'imprenditore John T. Arundel per avviare una piantagione di palme da cocco. Sull'isola furono stanziate 29 persone e vennero costruite anche delle strutture per ospitarle, tuttavia la siccità fece fallire l'intero progetto nell'arco di un anno. Nel 1916 l'isola venne data in affitto ad un certo Capitano Allen, ma rimase disabitata sino al 1938.
Nel 1929 la fregata inglese SS Norwich City fece naufragio nei pressi dell'isola Gardner. L'imbarcazione, in balia di una tempesta marina, si arenò in una secca e l'equipaggio si mise in salvo sbarcando sull'isola. I marinai sopravvissero per diversi giorni accampandosi presso i resti degli insediamenti costruiti da Arundel prima di essere tratti in salvo da una missione di recupero. I resti della nave inglese rimasero uno dei tratti distintivi del paesaggio dell'isola per oltre 70 anni.
Nel 1938 vennero avviati tentativi per trasformare l'isola in una stazione di atterraggio per idrovolanti. Nel dicembre di quell'anno gli ufficiali britannici sbarcarono con al seguito 20 coloni provenienti dalle Isole Gilbert. Nonostante la cronica mancanza di acqua i coloni riuscirono a trivellare alcuni pozzi e la popolazione dell'isola raggiunse quasi le 60 unità durante l'anno successivo.
Figura di spicco dei tentativi di insediamento inglesi fu l'ufficiale britannico Gerald Gallagher che coordinò la costruzione di importanti strutture. Quando morì, nel 1941, i suoi resti furono sepolti sull'isola.
La popolazione crebbe ulteriormente e arrivò sino a toccare le 100 unità nella metà degli anni 50, tuttavia nel decennio successivo il problema della siccità gravò molto sulla vita della colonia. A partire dal 1963 gli abitanti furono evacuati e trasportati nelle Isole Salomone, dal 1965 l'isola è ufficialmente disabitata.
Nel 2002 una serie di forti tempeste ha cancellato la maggior parte dei resti degli insediamenti umani sull'isola.

### La vicenda di Amelia Earhart
Secondo alcune ipotesi l'isola Nikumaroro potrebbe essere il luogo dove nel luglio del 1937 precipitò la celebre aviatrice statunitense Amelia Earhart durante il suo tentativo di compiere un giro del mondo in aereo. Queste teorie hanno preso corpo a seguito del ritrovamento compiuto nel 1991 da parte dei membri di una missione scientifica di una scarpa femminile. Inoltre alcune prove documentarie testimoniano il ritrovamento sull'isola, durante gli anni 40, di uno scheletro e di alcuni oggetti che avrebbero potuto appartenere all'aviatrice statunitense o al suo navigatore.
Nel dicembre 2010 una nuova spedizione ha ritrovato sull'atollo frammenti ossei e altri oggetti che avvalorano ulteriormente le teorie sulla morte dell'aviatrice statunitense.
Il giorno 18 agosto 2012 viene data la notizia del presunto ritrovamento di un relitto aereo che potrebbe essere riconducibile all'Electra della Earhart. Il corrispondente da Honolulu della Reuters riferisce che un team di ricercatori ha girato un video subacqueo nelle acque antistanti l'isola di Nikumaroro. Il video mostra una distesa di frammenti che possono essere riconducibili all'aereo della pilota statunitense scomparsa nel 1937.
Il video è stato girato nel luglio 2012 dal Gruppo internazionale per il recupero di velivoli storici (International Group for Historic Aircraft Recovery) Tighar, durante una spedizione sull'isola a 2.900 chilometri circa a sudovest di Honolulu.